# Río Chilintomo
Río Chilintomo är ett vattendrag i Ecuador. Det ligger i den centrala delen av landet, 220 km sydväst om huvudstaden Quito.